# Gilles Peycelon
Gilles Peycelon est un footballeur français né le 3 juillet 1960 à Saint-Étienne.
Il est désormais avocat au barreau de Saint-Étienne.

## Biographie
Issu du centre de formation, il fait la majeure partie de sa carrière de footballeur professionnel à l'AS Saint-Étienne dans les années 1980. Il a également joué à Niort (Chamois niortais football club).
Il signe sa première licence à l'AS Saint-Étienne à l'âge de 10 ans et fait ses débuts avec l'équipe réserve en 1978, avant d'être repéré par l'université canadienne de Sherbrooke où il marquera 15 buts en 6 mois.
Après avoir obtenu sa maîtrise de droit, et à son retour en France, il fait ses débuts avec l'équipe professionnelle de l'ASSE à Monaco, en novembre 1982. Il jouera plus de 100 matchs officiels pendant six années en vert. Il quitte les Verts pour Niort en 1988.
En 1991, il réussit le concours d'entrée au centre de formation professionnel des avocats, et prête serment l'année suivante, après avoir mis un terme à sa carrière de footballeur.
Aujourd'hui, Gilles Peycelon est avocat au barreau de Saint-Étienne, responsable de l'équipe des Anciens Verts, et vice-président de l'association de l'ASSE.

## Carrière
- 1982-1988 :  AS Saint-Étienne (108 matchs et 4 buts)
- 1988-1990 :  Chamois niortais football club[1]